# Anglars-Saint-Félix
Anglars-Saint-Félix település Franciaországban, Aveyron megyében. Lakosainak száma 918 fő (2022. január 1.). Anglars-Saint-Félix Prévinquières, Privezac, Rignac, Roussennac és Vaureilles községekkel határos.

## Népesség
A település népessége az elmúlt években az alábbi módon változott:
| Lakosok száma | 701  | 620  | 579  | 596  | 768  | 796  | 820  | 885  | 918  | 918  |
|               | 1968 | 1982 | 1990 | 2006 | 2013 | 2015 | 2017 | 2019 | 2020 | 2022 |